# Rebigue
Rebigue est une commune française située dans le nord du département de la Haute-Garonne, en région Occitanie. Rebigue fait partie de la communauté d'agglomération du Sicoval.
Sur le plan historique et culturel, la commune est dans le Lauragais, l'ancien « Pays de Cocagne », lié à la fois à la culture du pastel et à l’abondance des productions, et de « grenier à blé du Languedoc ». Exposée à un climat océanique altéré, elle est drainée par le ruisseau de Cassignol, le ruisseau de Réganel et par divers autres petits cours d'eau.
Rebigue est une commune rurale qui compte 493 habitants en 2022, après avoir connu une forte hausse de la population depuis 1968. Elle fait partie de l'aire d'attraction de Toulouse. Ses habitants sont appelés les Rebiguois ou  Rebiguoises.

## Géographie

### Localisation
La commune de Rebigue se trouve dans le département de la Haute-Garonne, en région Occitanie.
Elle se situe à 13 km à vol d'oiseau de Toulouse, préfecture du département, et à 3 km de Castanet-Tolosan, bureau centralisateur du canton de Castanet-Tolosan dont dépend la commune depuis 2015 pour les élections départementales.
La commune fait en outre partie du bassin de vie de Toulouse.
Les communes les plus proches sont : 
Mervilla (2,2 km), Corronsac (2,2 km), Aureville (2,4 km), Péchabou (2,6 km), Vigoulet-Auzil (2,7 km), Pompertuzat (2,9 km), Castanet-Tolosan (3,3 km), Deyme (3,8 km).
Sur le plan historique et culturel, Rebigue fait partie du pays toulousain, une ceinture de plaines fertiles entrecoupées de bosquets d'arbres, aux molles collines semées de fermes en briques roses, inéluctablement grignotée par l'urbanisme des banlieues.
Rebigue est limitrophe de cinq autres communes.
Les communes limitrophes sont  Aureville, Castanet-Tolosan, Corronsac, Mervilla et Pompertuzat.
|           | Mervilla  | Castanet-Tolosan |
| Aureville | Rebigue   | Pompertuzat      |
|           | Corronsac |                  |

### Géologie
La superficie de la commune est de 516 hectares ; son altitude varie de 182  à   281 mètres.

### Hydrographie

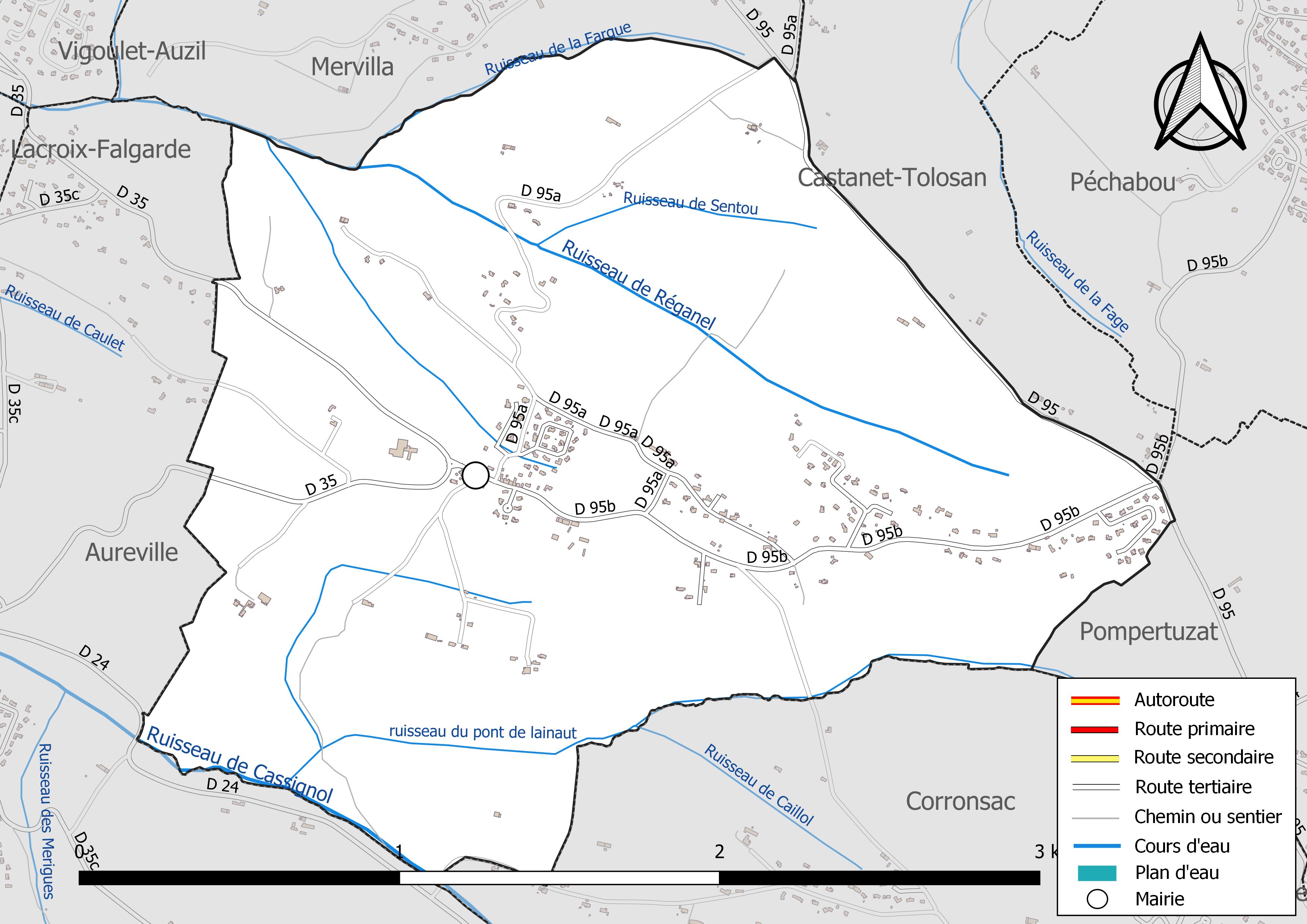
Réseaux hydrographique et routier de Rebigue.

La commune est dans le bassin de la Garonne, au sein du bassin hydrographique Adour-Garonne. Elle est drainée par le ruisseau de Cassignol, le ruisseau de Réganel, le ruisseau de Caillol, le ruisseau de la Fargue, le ruisseau de Sentou, le ruisseau du pont de lainaut et par deux petits cours d'eau, constituant un réseau hydrographique de 9 km de longueur totale,.
Le ruisseau de Cassignol, d'une longueur totale de 11,7 km, prend sa source dans la commune de Montbrun-Lauragais et s'écoule du sud-est vers le nord-ouest. Il traverse la commune et se jette dans l'Ariège à Portet-sur-Garonne, après avoir traversé 7 communes.

### Climat
Pour des articles plus généraux, voir Climat de l'Occitanie et Climat de la Haute-Garonne.
En 2010, le climat de la commune est de type climat du Bassin du Sud-Ouest, selon une étude s'appuyant sur une série de données couvrant la période 1971-2000. En 2020, Météo-France publie une typologie des climats de la France métropolitaine dans laquelle la commune est exposée à un climat océanique altéré et est dans la région climatique Aquitaine, Gascogne, caractérisée par une pluviométrie abondante au printemps, modérée en automne, un faible ensoleillement au printemps, un été chaud (19,5 °C), des vents faibles, des brouillards fréquents en automne et en hiver et des orages fréquents en été (15 à 20 jours).
Pour la période 1971-2000, la température annuelle moyenne est de 12,9 °C, avec une amplitude thermique annuelle de 15,5 °C. Le cumul annuel moyen de précipitations est de 755 mm, avec 9,4 jours de précipitations en janvier et 5,8 jours en juillet. Pour la période 1991-2020, la température moyenne annuelle observée sur la station météorologique la plus proche, située dans la commune de Cugnaux à 12 km à vol d'oiseau, est de 14,3 °C et le cumul annuel moyen de précipitations est de 635,7 mm,. Pour l'avenir, les paramètres climatiques de la commune estimés pour 2050 selon différents scénarios d’émission de gaz à effet de serre sont consultables sur un site dédié publié par Météo-France en novembre 2022.

### Milieux naturels et biodiversité
Aucun espace naturel présentant un intérêt patrimonial n'est recensé dans la commune dans l'inventaire national du patrimoine naturel,,.

## Urbanisme

### Typologie
Au 1er janvier 2024, Rebigue est catégorisée commune rurale à habitat dispersé, selon la nouvelle grille communale de densité à sept niveaux définie par l'Insee en 2022.
Elle est située hors unité urbaine. Par ailleurs la commune fait partie de l'aire d'attraction de Toulouse, dont elle est une commune de la couronne,. Cette aire, qui regroupe 527 communes, est catégorisée dans les aires de 700 000 habitants ou plus (hors Paris),.

### Occupation des sols
L'occupation des sols de la commune, telle qu'elle ressort de la base de données européenne d’occupation biophysique des sols Corine Land Cover (CLC), est marquée par l'importance des territoires agricoles (97,7 % en 2018), une proportion identique à celle de 1990 (97,7 %). La répartition détaillée en 2018 est la suivante : 
terres arables (74,6 %), zones agricoles hétérogènes (23,2 %), forêts (2,3 %). L'évolution de l’occupation des sols de la commune et de ses infrastructures peut être observée sur les différentes représentations cartographiques du territoire : la carte de Cassini (XVIIIe siècle), la carte d'état-major (1820-1866) et les cartes ou photos aériennes de l'IGN pour la période actuelle (1950 à aujourd'hui).

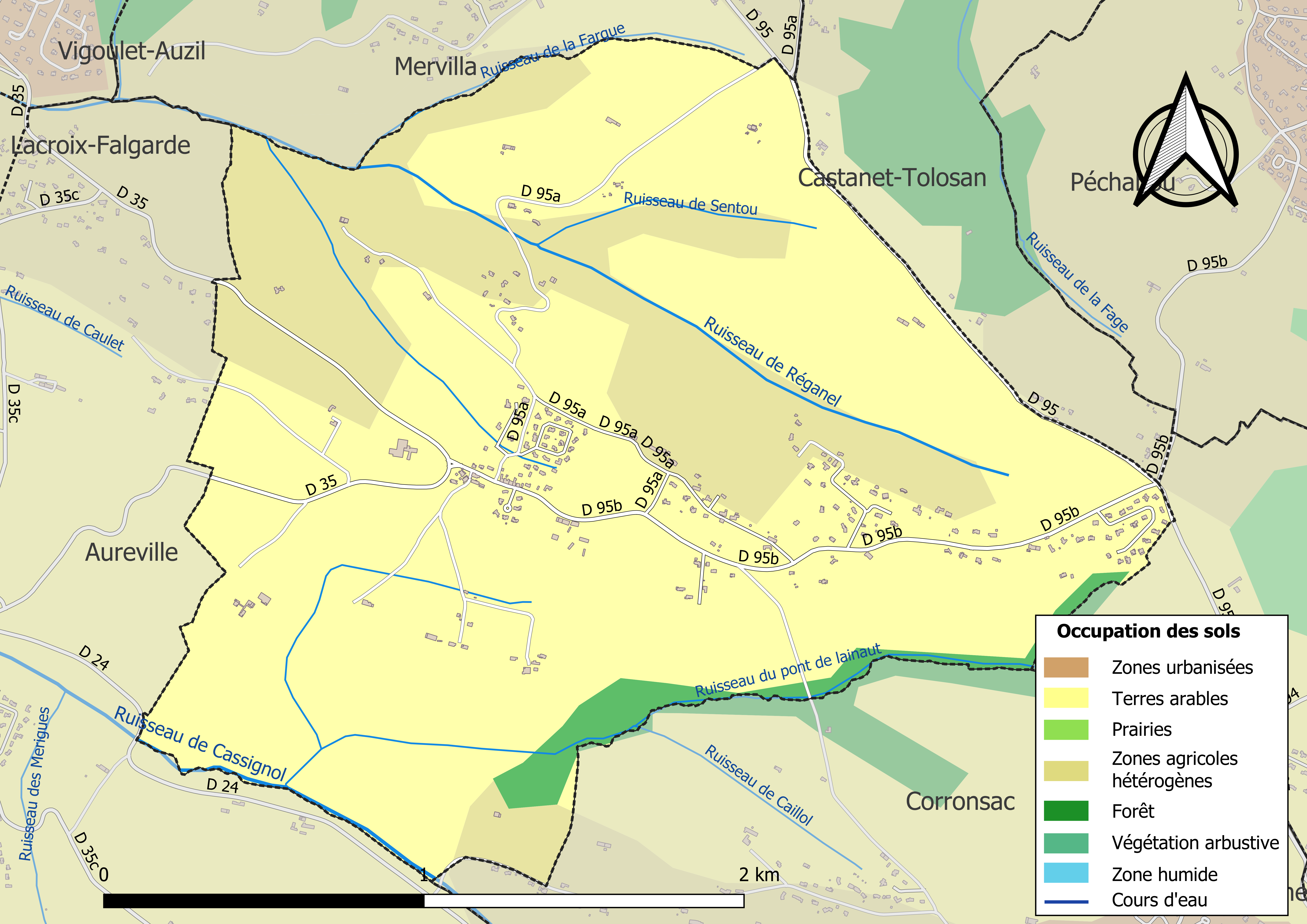
Carte des infrastructures et de l'occupation des sols de la commune en 2018 (CLC).

### Voies de communication et transports
Le TAD 119 du réseau Tisséo relie la commune à la station Ramonville du métro de Toulouse.

### Risques majeurs
Le territoire de la commune de Rebigue est vulnérable à différents aléas naturels : météorologiques (tempête, orage, neige, grand froid, canicule ou sécheresse), inondations et séisme (sismicité très faible). Un site publié par le BRGM permet d'évaluer simplement et rapidement les risques d'un bien localisé soit par son adresse soit par le numéro de sa parcelle.
Certaines parties du territoire communal sont susceptibles d’être affectées par le risque d’inondation par débordement de cours d'eau, notamment le ruisseau de Cassignol. La commune a été reconnue en état de catastrophe naturelle au titre des dommages causés par les inondations et coulées de boue survenues en 1982, 1999 et 2009,.

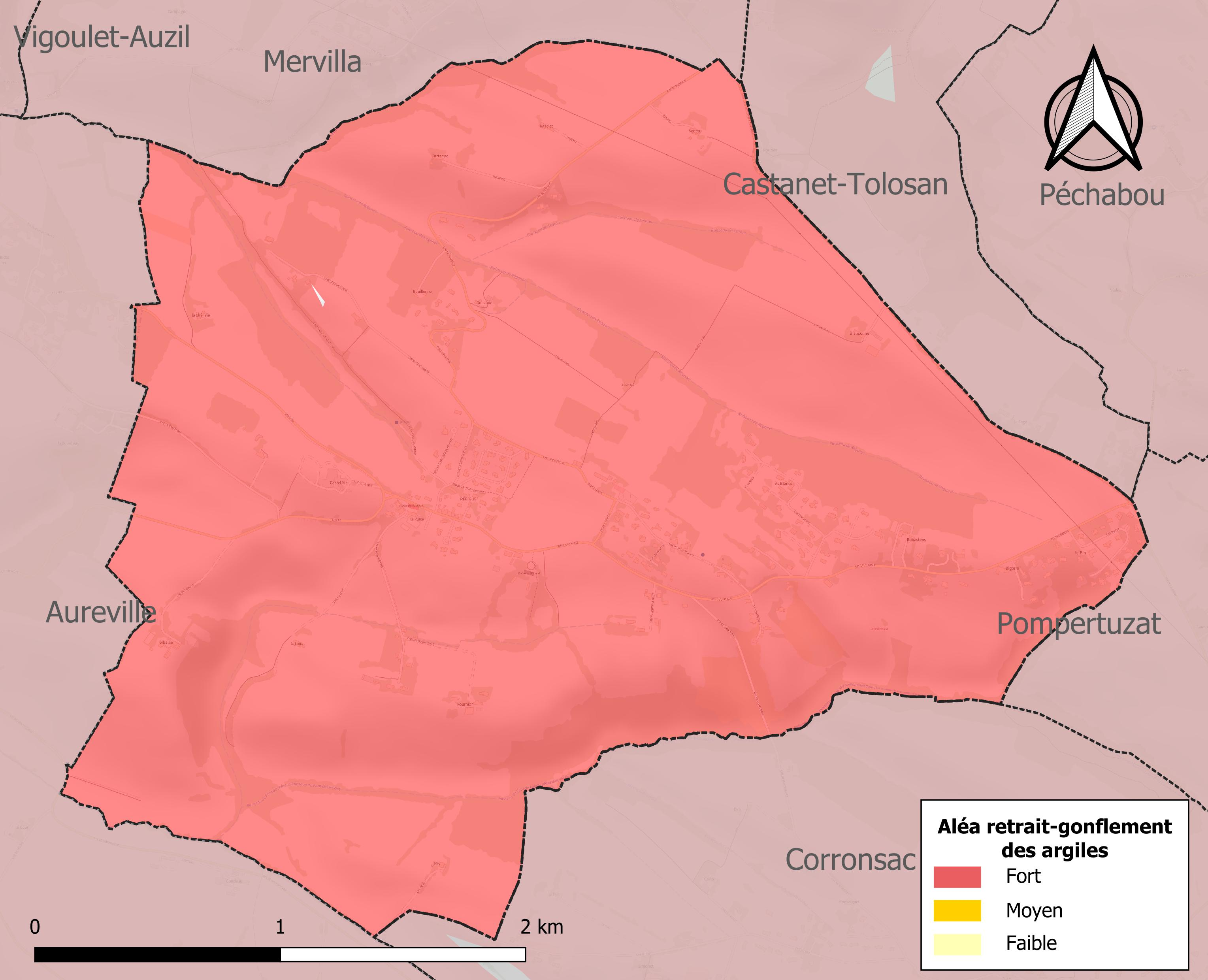
Carte des zones d'aléa retrait-gonflement des sols argileux de Rebigue.

Le retrait-gonflement des sols argileux est susceptible d'engendrer des dommages importants aux bâtiments en cas d’alternance de périodes de sécheresse et de pluie. La totalité de la commune est en aléa moyen ou fort (88,8 % au niveau départemental et 48,5 % au niveau national). Sur les 185 bâtiments dénombrés dans la commune en 2019, 185 sont en aléa moyen ou fort, soit 100 %, à comparer aux 98 % au niveau départemental et 54 % au niveau national. Une cartographie de l'exposition du territoire national au retrait gonflement des sols argileux est disponible sur le site du BRGM,.
Par ailleurs, afin de mieux appréhender le risque d’affaissement de terrain, l'inventaire national des cavités souterraines permet de localiser celles situées dans la commune.
Concernant les mouvements de terrains, la commune a été reconnue en état de catastrophe naturelle au titre des dommages causés par la sécheresse en 1989, 1991, 2002, 2003 et 2016 et par des mouvements de terrain en 1999.

## Histoire

### Héraldique
| Rebigue | Son blasonnement est : De gueules aux deux fasces d'or. |

## Politique et administration

### Administration municipale
Le nombre d'habitants au recensement de 2017 étant compris entre 100 habitants et 499 habitants, le nombre de membres du conseil municipal pour l'élection de 2020 est de onze,.

### Rattachements administratifs et électoraux
Commune faisant partie de la dixième circonscription de la Haute-Garonne, du Sicoval et du canton de Castanet-Tolosan.

### Liste des maires
| Période    | Période  | Identité             | Étiquette | Qualité                    |
| ---------- | -------- | -------------------- | --------- | -------------------------- |
| avant 1981 | ?        | Philippe Puig        |           |                            |
| ?          | 2016     | Jean-Louis Echavidre |           |                            |
| 2016       | En cours | Jacques Charrie      | SE        | Retraité de l'enseignement |

## Population et société

### Démographie
L'évolution du nombre d'habitants est connue à travers les recensements de la population effectués dans la commune depuis 1793. Pour les communes de moins de 10 000 habitants, une enquête de recensement portant sur toute la population est réalisée tous les cinq ans, les populations de référence des années intermédiaires étant quant à elles estimées par interpolation ou extrapolation. Pour la commune, le premier recensement exhaustif entrant dans le cadre du nouveau dispositif a été réalisé en 2008.

En 2022, la commune comptait 493 habitants, en évolution de +1,02 % par rapport à 2016 (Haute-Garonne : +8,02 %, France hors Mayotte : +2,11 %).
| 1793 | 1800 | 1806 | 1821 | 1831 | 1836 | 1841 | 1846 | 1851 |
| ---- | ---- | ---- | ---- | ---- | ---- | ---- | ---- | ---- |
| 206  | 184  | 207  | 207  | 225  | 251  | 219  | 298  | 251  |

| 1856 | 1861 | 1866 | 1872 | 1876 | 1881 | 1886 | 1891 | 1896 |
| ---- | ---- | ---- | ---- | ---- | ---- | ---- | ---- | ---- |
| 267  | 216  | 197  | 204  | 196  | 186  | 181  | 189  | 185  |

| 1901 | 1906 | 1911 | 1921 | 1926 | 1931 | 1936 | 1946 | 1954 |
| ---- | ---- | ---- | ---- | ---- | ---- | ---- | ---- | ---- |
| 185  | 189  | 170  | 147  | 143  | 157  | 137  | 135  | 148  |

| 1962 | 1968 | 1975 | 1982 | 1990 | 1999 | 2006 | 2008 | 2013 |
| ---- | ---- | ---- | ---- | ---- | ---- | ---- | ---- | ---- |
| 140  | 118  | 223  | 317  | 355  | 444  | 499  | 515  | 499  |

| 2018 | 2022 | - | - | - | - | - | - | - |
| ---- | ---- | - | - | - | - | - | - | - |
| 467  | 493  | - | - | - | - | - | - | - |

| selon la population municipale des années : | 1968 | 1975 | 1982 | 1990 | 1999 | 2006 | 2009 | 2013 |
| Rang de la commune dans le département      | 452  | 271  | 242  | 242  | 223  | 224  | 226  | 241  |
| Nombre de communes du département           | 592  | 582  | 586  | 588  | 588  | 588  | 589  | 589  |

### Enseignement
Rebigue fait partie de l'académie de Toulouse.
Une école maternelle et une école élémentaire sont présentes dans la commune voisine de Péchabou.

### Écologie et recyclage
La collecte et le traitement des déchets des ménages et des déchets assimilés ainsi que la protection et la mise en valeur de l'environnement se font dans le cadre du Sicoval.

## Économie

### Revenus
En 2018  (données Insee publiées en septembre 2021), la commune compte 180 ménages fiscaux, regroupant 496 personnes. La médiane du revenu disponible par unité de consommation est de 32 300 € (23 140 € dans le département).

### Emploi
|                | 2008  | 2013  | 2018  |
| -------------- | ----- | ----- | ----- |
| Commune        | 2,7 % | 4,1 % | 4,7 % |
| Département    | 7,7 % | 9,6 % | 9,3 % |
| France entière | 8,3 % | 10 %  | 10 %  |

En 2018, la population âgée de 15 à 64 ans s'élève à 296 personnes, parmi lesquelles on compte 76,4 % d'actifs (71,6 % ayant un emploi et 4,7 % de chômeurs) et 23,6 % d'inactifs,. Depuis 2008, le taux de chômage communal (au sens du recensement) des 15-64 ans est inférieur à celui de la France et du département.
La commune fait partie de la couronne de l'aire d'attraction de Toulouse, du fait qu'au moins 15 % des actifs travaillent dans le pôle,. Elle compte 29 emplois en 2018, contre 38 en 2013 et 35 en 2008. Le nombre d'actifs ayant un emploi résidant dans la commune est de 216, soit un indicateur de concentration d'emploi de 13,4 % et un taux d'activité parmi les 15 ans ou plus de 57,8 %.
Sur ces 216 actifs de 15 ans ou plus ayant un emploi, 19 travaillent dans la commune, soit 9 % des habitants. Pour se rendre au travail, 85,2 % des habitants utilisent un véhicule personnel ou de fonction à quatre roues, 7,4 % les transports en commun, 4,7 % s'y rendent en deux-roues, à vélo ou à pied et 2,8 % n'ont pas besoin de transport (travail au domicile).

### Activités hors agriculture
37 établissements sont implantés  à Rebigue au 31 décembre 2019. Le tableau ci-dessous en détaille le nombre par secteur d'activité et compare les ratios avec ceux du département,.
| Secteur d'activité                                                                                        | Commune | Commune | Département |
| Secteur d'activité                                                                                        | Nombre  | %       | %           |
| --- | ------- | ------- | ----------- |
| Ensemble                                                                                                  | 37      |         |             |
| Construction                                                                                              | 3       | 8,1 %   | (12 %)      |
| Commerce de gros et de détail, transports, hébergement et restauration                                    | 3       | 8,1 %   | (25,9 %)    |
| Information et communication                                                                              | 1       | 2,7 %   | (4,1 %)     |
| Activités financières et d'assurance                                                                      | 3       | 8,1 %   | (3,8 %)     |
| Activités immobilières                                                                                    | 4       | 10,8 %  | (4,2 %)     |
| Activités spécialisées, scientifiques et techniques et activités de services administratifs et de soutien | 12      | 32,4 %  | (19,8 %)    |
| Administration publique, enseignement, santé humaine et action sociale                                    | 6       | 16,2 %  | (16,6 %)    |
| Autres activités de services                                                                              | 5       | 13,5 %  | (7,9 %)     |

Le secteur des activités spécialisées, scientifiques et techniques et des activités de services administratifs et de soutien est prépondérant dans la commune puisqu'il représente 32,4 % du nombre total d'établissements de la commune (12 sur les 37 entreprises implantées  à Rebigue), contre 19,8 % au niveau départemental.

### Agriculture
|               | 1988 | 2000 | 2010 | 2020 |
| ------------- | ---- | ---- | ---- | ---- |
| Exploitations | 9    | 6    | 4    | 4    |
| SAU (ha)      | 469  | 562  | 556  | 574  |

La commune est dans le Lauragais, une petite région agricole occupant le nord-est du département de la Haute-Garonne, dont les coteaux portent des grandes cultures en sec avec une dominante blé dur et tournesol. En 2020, l'orientation technico-économique de l'agriculture  dans la commune est la culture de céréales et/ou d'oléoprotéagineuses. Quatre exploitations agricoles ayant leur siège dans la commune sont dénombrées lors du recensement agricole de 2020 (neuf en 1988). La superficie agricole utilisée est de 574 ha,,.

## Culture locale et patrimoine

### Lieux et monuments
- Église Saint-Lizier de Rebigue.

Rebigue compte une petite église à clocher mur abritant des fragments de tibia attribués à saint Lizier, évêque de Pamiers mort en 548. D'après une croyance locale, ces reliques auraient le pouvoir de guérir certaines maladies de peau. Elles conduisent chaque année quelques pèlerins à visiter le sanctuaire.

## Pour approfondir